# Leni Riefenstahl
Leni Riefenstahl, teljes nevén: Helene Bertha Amalie Riefenstahl (Berlin, 1902. augusztus 22. – Pöcking, 2003. szeptember 8.), német filmrendező.
- „A szépség szörnyetege” – Susan Sontag
- „Leni Riefensahl művészetét beszennyezi szoros kapcsolata a nemzetiszocializmussal, amit súlyosbít, hogy a háború után sem volt hajlandó szembenézni azzal, hogy munkásságával mennyire kiszolgálta az embertelen náci propagandát, és hogy mennyire közel volt Hitler rezsimjéhez” – Christina Weiss, német kulturális miniszter.
- „…övé a legtöbbet elemzett (sok száz monográfia, 44 600 cikk az interneten) és a legtöbbször félremagyarázott életmű.” – Schubert Gusztáv

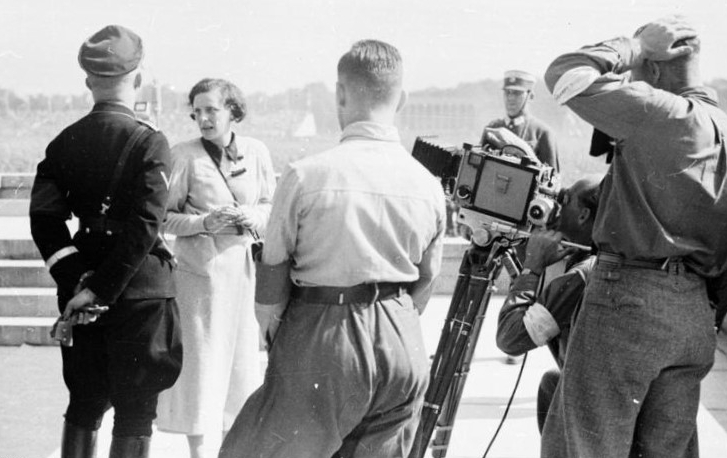
Balra Himmler, középen Riefenstahl a Hit győzelme forgatásán

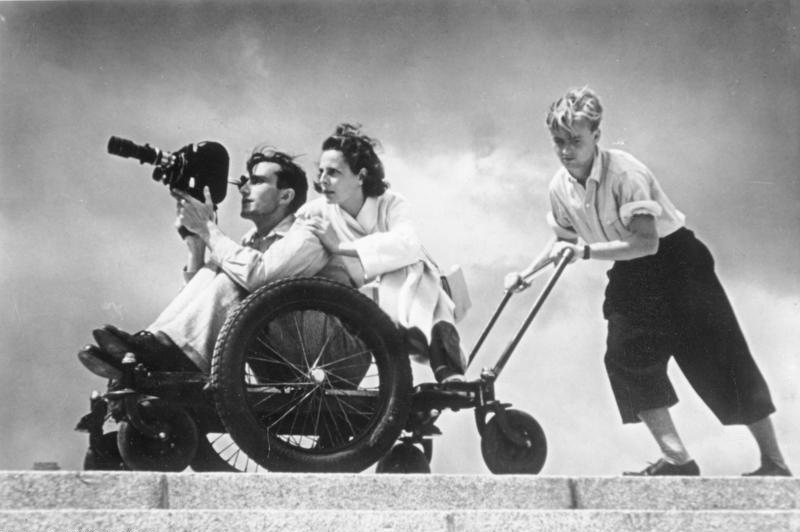
Az Olimpia forgatásán

## Munkássága
Balettozni tanult, majd az 1920-as évek közepétől színésznő lett. Első filmszerepe a Korda Sándor rendezte Tragédia a Habsburg-házban c. filmben volt. Filmrendezőként a Balázs Bélával – akihez szerelmi kapcsolat fűzte – közösen írt és rendezett Kék fény c. filmmel debütált. 
Szerelmi kapcsolatot létesített sok mindenkivel, amikor kedve, vagy érdeke úgy diktálta, így például az 1936-os berlini olimpia amerika gerelyvetőjével is.
Hitlert Riefenstahl külseje és tehetsége egyaránt lenyűgözte. A rendezőnő szintén el volt ragadtatva Hitlertől. 1932-ben levelet írt neki, ezt követően találkoztak. Ennek következtében a rendezőnő Hitler propagandafilmesévé vált. Az első ilyen film A hit győzelme volt (1933), amelyet az 1934-es nürnbergi náci pártkongresszust megörökítő Az akarat diadala követett.
A filmtörténet ezt a filmet is, az 1936-os berlini olimpiát bemutató kétrészes Olimpiát is remekműnek tartja. „Tömény vizuálerotika” – írta róla Schubert Gusztáv. Az Olimpia-filmben jelenik meg először a futók mellett száguldó kamera, a légi felvétel, a teleobjektív..., egy halom – a filmezésben ma már rutinnak számító – kamerakezelési mód. A film felvételein 43 operatőr dolgozott. A két rész összesen 6000 m (3,5 óra) hosszúságú; ezt közel 200 órányi felvételből, 18 hónap alatt  vágták véglegesre.
Riefenstahl haláláig tagadta politikai kapcsolatát a náci párttal. A második világháborút követően sikerült tisztázni magát, de nem filmezhetett.
Bár Riefenstahl saját produkciójában 1954-ben elkészült a már 1934 óta egy opera alapján írt, 1940 óta forgatott Tiefland c. filmje (amelyben játszott is), a neve azonban nem jelent meg rajta. Rendezőként G. W. Pabst van feltüntetve. A filmet bemutatták az 1954-es cannes-i filmfesztiválon. Jean Cocteau, a zsűri elnöke magasztalta a kamera költőiségét. A filmben 68 cigány statisztált délszaki típusokat ábrázolva, akiket egy Salzburg melletti koncentrációs táborból hoztak ki, majd oda is kerültek vissza. Szinte egyikük sem maradt életben. Riefenstahl ellen jó néhány per indult ennek következményeként.
Később a fényképezéshez fordult.
Évtizedekkel későbbi, öregkori filmje, a Víz alatti impressziók anyaga 1974 és 2000 között készült az Indiai-óceán mélyén.
101 éves korában halt meg.

## Könyve magyarul
- Emlékeim, 1902–1945; ford. Liszkay Zoltán; Nagyvilág, Bp., 2003

## Kapcsolódó szócikk
- Luis Trenker
- Szivarfüst és vanília